# 豊前王
豊前王（とよさきおう、延暦24年（805年） - 貞観7年2月2日（865年3月3日））は、平安時代初期から前期にかけての皇族。知太政官事・舎人親王の玄孫、木工頭・栄井王の子。官位は従四位上・伊予守。

## 経歴
淳和朝の天長3年（826年）大学助に任官し、まもなく式部大丞に転任する。天長5年（828年）父・栄井王が没したため官職を辞すが、喪中の間にかかわらず勅令により本官に復した。のち、淳和朝後半は諸陵助・大宰大監を歴任した。
仁明天皇が即位した天長10年（833年）の新嘗の宴において従五位下に叙爵。承和元年（834年）備中守に任ぜられると、三河守・安芸守・伊予守と主に地方官を歴任する一方、短期間ながら大膳大夫・大蔵大輔・班大和田使次官と京官も務めた。またこの間の承和14年（847年）には従五位上に昇叙されている。
文徳朝の仁寿3年（853年）正五位下・大和守に叙任されて引き続き地方官を務め、斉衡2年（855年）左京権大夫を兼ねる。天安元年（857年）母の死去に伴い辞官する。
天安2年（858年）清和天皇の即位後まもなく民部大輔に任ぜられ、貞観元年（859年）従四位下に昇叙、貞観3年（861年）伊予守に転じるが遙任であった。
貞観4年（862年）参議以上の官職に就いている者に対して、時の政治に関して議論させ諸政策の効果について詳らかにせよとの詔勅が出された。この際、右大臣・藤原良相により参議以外の者で意見を述べさせるべき者の一人として、若い頃から才学が高く長きに亘り内外の諸官を歴任しており、特別の事跡はないが十分に老成しているとの理由で、豊前王の名が挙げられている。ここで豊前王は、二世から四世の皇族に対して夏と冬に朝廷から賜与される衣服（王禄）について、人数を限っていないために対象者が5-600人にも上って朝廷の財政を圧迫していたことから、現状の対象人数を定員として欠員が出た場合のみ補充することとし、上限を越えて賜与を行うべきでないと建言し、採用されている。
貞観6年（864年）従四位上に叙されるが、翌貞観7年（865年）2月2日卒去。享年61。最終官位は従四位上行伊予守。

## 人物
幼少の頃より博学であるとして称賛されていた。他人を侮り傲り高ぶる性格で、自慢ばかりしていたことから、人から避けられることが多かった。常に侍従の部屋で人々の優劣を論じ、それを自分の務めであるとし、談笑する日々を過ごしていたという。規則を守らず勝手気ままに振る舞う所があり、五世以下で位階が五位の諸王は紫色の衣服着用が禁ぜられていたが、豊前王は五世王で五位であったにもかかわらず紫色の衣服を着ていたために、官吏から糺されてしまった。のちに豊前王は今度は緋色の衣服を着たという。

## 説話
『宇治拾遺物語』に除目の結果についての予想がよく的中すると評判になったとする説話がある。

## 官歴
『六国史』による。
- 時期不詳：正六位上
- 天長3年（826年） 日付不詳：大学助。日付不詳：式部大丞
- 天長5年（828年） 日付不詳：辞官（父服喪）。日付不詳：復本官
- 天長7年（830年） 日付不詳：諸陵助
- 天長9年（832年） 日付不詳：大宰大監
- 天長10年（833年） 11月18日：従五位下
- 承和元年（834年） 日付不詳：備中守
- 承和6年（839年） 2月18日：大膳大夫
- 承和7年（840年） 正月30日：三河守
- 承和13年（846年） 9月14日：大蔵大輔。12月8日：班大和田使次官
- 承和14年（847年） 正月7日：従五位上。日付不詳：安芸守
- 承和15年（848年） 正月13日：伊予守
- 仁寿3年（853年） 正月7日：正五位下。4月10日：大和守
- 斉衡2年（855年） 2月15日：左京権大夫、大和守如故
- 天安元年（857年） 9月：辞官（母服喪）
- 天安2年（858年） 11月25日：民部大輔
- 貞観元年（859年） 11月19日：従四位下
- 貞観3年（861年） 正月13日：伊予守（遙任）
- 貞観6年（864年） 正月7日：従四位上
- 貞観7年（865年） 2月2日：卒去（従四位上行伊予守）

## 系譜
- 父：栄井王[1]
- 母：不詳
- 生母不詳の子女
  - 男子：清原当仁[5]